# Excelsior!
Excelsior! er en fransk stumfilm fra 1901 af Georges Méliès.